# Алтенах
Алтенах (фр. Altenach) насеље је и општина у источној Француској у региону Алзас, у департману Горња Рајна која припада префектури Алткирх.
По подацима из 2011. године у општини је живело 380 становника, а густина насељености је износила 61,49 становника/km². Општина се простире на површини од 6,18 km². Налази се на средњој надморској висини од 325 метара (максималној 386 m, а минималној 313 m).

## Демографија
| 1962. | 1968. | 1975. | 1982. | 1990. | 1999. | 2011. |
| ----- | ----- | ----- | ----- | ----- | ----- | ----- |
| 229   | 247   | 285   | 306   | 360   | 344   | 380   |

График промене броја становника у току последњих година